# Bob Kenney
Robert Earl « Bob » Kenney, né le 23 juin 1931 à Arkansas City, au Kansas et mort le 27 octobre 2014 à Scottsdale, en Arizona, est un ancien joueur américain de basket-ball. Il évolue au poste d'arrière.

## Palmarès
- Champion olympique 1952